# Coarnele Caprei
Coarnele Caprei is een Roemeense gemeente in het district Iași.
Coarnele Caprei telt 3103 inwoners.